# DC Comics
DC Comics, Inc. (założone pierwotnie w 1934 jako National Allied Publications) – jedno z największych amerykańskich wydawnictw komiksowych z siedzibą w Burbank w Kalifornii. Oficjalnie powstało ono w 1937 roku. Obecnie jest częścią koncernu medialnego Warner Bros. Discovery.
Skrót DC pochodzi od popularnej serii, Detective Comics, która następnie stała się częścią oficjalnej nazwy firmy. To sprawia, że słowo Comics (Komiksy) w nazwie firmy czyni ją pleonazmem. DC posiada prawa do postaci (głównie superbohaterów) takich jak: Superman, Batman, Wonder Woman, Green Lantern, Flash, Aquaman, Hawkman, czy Green Arrow, drużyn zrzeszających te postacie np. Liga Sprawiedliwości lub Teen Titans, a także popularnych antagonistów m.in. Joker, Lex Luthor, Darkseid, Riddler, Catwoman, Brainiac, bądź też Penguin.
Największa firma produkująca zabawki na świecie, Mattel posiada prawa do produkcji i dystrybucji zabawek z uniwersum DC Comics.
Według telewizji CNN, DC Comics oraz jego główny konkurent, Marvel Comics, od 2008 roku kontrolują około 80% udziałów amerykańskiego rynku komiksowego.

## Historia
DC Comics wywodzi się z New Fun Comics a firma która stworzyła komiksy od DC i New Fun Comics to National Allied Publicatios (Późniejsze DC Comics), którą założył w 1935 roku były amerykański oficer kawalerii i autor książek major Malcolm Wheeler-Nicholson. Firma wydała sześć numerów pisma i z powodu braku środków połączyła się z firmą Independent News Harry'ego Donenfelda i Jacka Liebowitza. Donenfeld dorobił się na wydawaniu czasopism z opowiadaniami erotycznymi. Independent News połączyła się z New Fun Comics, by odejść od wizerunku wydawnictwa magazynów erotycznych. Nowy dział przedsiębiorstwa nazwano Detective Comics Inc. i stał się on później nazwą całego wydawnictwa. W czerwcu 1938 roku firma wydała pierwszy zeszyt serii „Action Comics #1”, w którym zadebiutowała postać Supermana. DC wydało 202 tysiące egzemplarzy „Action Comics #1” i wyprzedało 64% całego nakładu.

## ImprintyDC Comics
- Amalgam Comics (1996–1997)
- All-Star (2005 do dziś) - Imprint mający na celu wydawanie historii największych ikon DC, spod pióra najlepszych scenarzystów. Liczy sobie dwa tytuły - "All-Star Batman and Robin, the Boy Wonder" Franka Millera i "All Star Superman" Granta Morrisona.
- Cliffhanger (1999–2004)
- CMX - Imprint w ramach którego DC wydaje przetłumaczone na angielski mangi na amerykańskim rynku.
- DC Universe|DC (1935- do dziś)
- DC Archive Editions (1989 do dziś)
- DC Focus (2004–2005)
- Earth one – Imprint pokazujący nowe wersje bohaterów DC. Następca All Star.
- Elseworlds (1989–2004)
- Helix (1996–1998; połączone z Vertigo) - Celem imprintu było wydawanie komiksów o tematyce science-fiction i science-fantasy, zamknięty dwa lata po założeniu.
- Homage Comics (1999–2004)
- Impact Comics (1991–1993)
- Johnny DC (2004-do dziś)
- Mad Books (1992 do dziś)
- Milestone Media (1993–1997) - Imprint, który stworzył postać Static Schocka i sponsorował kreskówkę z jego udziałem.
- Minx (2007–2008) - wydający powieści graficzne dla nastoletnich dziewcząt.
- Paradox Press (1998–2003) - Imprint wydaje komiksy jednocześnie odcinające się od "superbohaterskich" tytułów DC i fantasy oraz science-ficton Vertigo.
- Piranha Press (1989–1993; połączone z Paradox Press) - Imprint celował w komiksy alternatywne
- Tangent Comics (1997–1998) - Imprint próbujący odpowiedzieć na pytanie w jaki sposób pojawienie się bohaterów DC  mogłoby wpłynąć na historię świata.
- Vertigo (1993 do dziś) - Imprint wydający przeznaczone dla dorosłych tytuły, głównie z gatunków fantasy, science-fiction i horroru.
- Wildstorm (1999 do dziś) - dawniej imprint wydawnictwa Image, obecnie należący do DC. Posiada własne imprinty, jak America’s Best’s Comis (1999–2005) czy Homage Comics.
- Will Eisner Library (2000 do dziś)
- Young Animal - najnowszy imprint wydawnictwa, wydaje podejmujące różną tematykę komiksy dla dorosłych będące reinterpretacjami starszych bohaterów DC.
- Zuda Comics (2007 do dziś)